# Teodoro de Croix

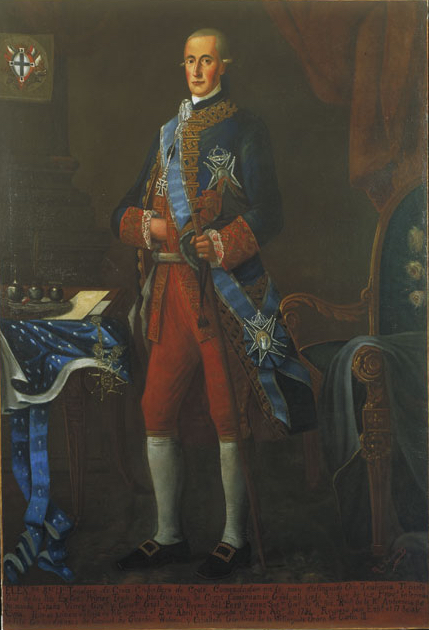
Teodoro de Croix, vicekung av Peru

Teodoro de Croix, egentligen Franz Theodor, baron de Croix, riddare av Tyska orden, vicekung av Peru. Född 20 juni 1730 på slottet Prévoté utanför Lille, Frankrike, död 1792 i Madrid, Spanien. Teodoro de Croix var av holländskt lågadligt ursprung. Hans far var kammarherre hos ärkebiskopen av Köln.

## Spansk militär
Franz Theodor tog 1747 värvning i spanska armén och blev 1750 placerad i den spanska kungens livvakt, det så kallade vallonska gardet. Han blev löjtnant 1756, riddare av Tyska orden 1757, överste i vallonska gardet 1760, befälhavare för vicekungens av Nya Spanien livvakt 1766-71. Därefter var han under några år aktiv inom Tyska orden, men fortfarande formellt i spansk tjänst.

## Generalkommendant
Teodoro de Croix blev 16 maj 1776 utnämnd till brigadgeneral och befälhavare för Comandancia General de las Provincias Internas del Norte, vilket i praktiken innebar att han fick uppdraget att utrota comancher, apacher och andra fientliga indianstammar i det område som senare blev norra Mexiko, Texas och New Mexico. Uppdraget innebar fria händer i förhållande till vicekungen Antonio María de Bucareli y Ursúa, som endast i ett litet hörn av de Croix ansvarsområde fick delad jurisdiktion med honom.
De Croix konkret mest betydande insats var de tre konferenser han 1777-78 sammankallade för att lösa "apacheproblemet", egentligen en inadekvat beteckning för det problemkomplex som orsakats av comanchernas successiva migration söderut. Som belöning för visad aktivitet, inte så vanligt i den typen av tjänst under hans tid, utnämndes han 1779 till överbefälhavare för provinserna Sonora och Kalifornien.

## Vicekung av Peru
De Croix blev 1783 befordradtill generallöjtnant och samtidigt utnämnd till vicekung av Peru, en tjänst han tillträdde följande år.
Under sin tid som vicekung delade han upp Peru, som då även omfattade Chile, i sju intendenturer för att den tungrodda byråkratin skulle kunna decentraliseras. Han försökte dessutom aktivt motarbeta spridningen av de revolutionära strömningarna från Frankrike och USA. Hans förordnande som vicekung gick ut 1790 och han återvände då till Spanien, där han åter tillträdde tjänsten som överste för kungens livvakt. Han utsågs 1791 till kommendör i Tyska orden. Teodoro de Croix avled i Madrid 1792.